# Amaracarpus schlechteri
Amaracarpus schlechteri är en måreväxtart som beskrevs av Theodoric Valeton. Amaracarpus schlechteri ingår i släktet Amaracarpus och familjen måreväxter. Inga underarter finns listade i Catalogue of Life.